# Buddleja shaanxiensis
Buddleja shaanxiensis là một loài thực vật có hoa trong họ Huyền sâm. Loài này được Z.Y.Zhang mô tả khoa học đầu tiên năm 1980.